# Ваньо, Эжен
Эже́н Ваньо́ (фр. Eugène Vaniot, 1846 — 1913) — французский священник и ботаник.

## Биография
Эжен Ваньо родился в 1846 году.
Он внёс значительный вклад в ботанику, описав множество видов семенных растений.
Эжен Ваньо умер в 1913 году.

## Научная деятельность
Эжен Ваньо специализировался на семенных растениях.

## Некоторые публикации
- Léveillé, H, E Vaniot. Carex comari H.Lév. & Vaniot.
- Léveillé, H, E Vaniot.1904. Salices a R.P. Urb. Faurie in Japonia lectae. Bull. Acad. Int. Géogr. Bot. Ann. 13 (183): 206—211.
- Léveillé, H; E Vaniot. 1908. Solanacées nouvelles. Monde Plantes 53: 37.
- Léveillé, H; E Vaniot. 1910. Decades plantarum novarum. XXXIX. Fcddcs Repert. Spec. Nov. Regni Veg. 8: 401—402.
- Vaniot, E. 1881. Mollusques recueillis au sud d’Amiens. Ed. Impr. de Delattre-Lenoel. 53 pp.
- Vaniot, E; H Léveillé. 1902. Les Carex du Japon. Ed. Impr. de l’Institut de bibliographie de Paris. 80 pp.

## Почести
Род растений Vaniotia H.Lév. был назван в его честь.
В его честь были также названы следующие виды растений: Synotis vaniotii (H.Lév.) C.Jeffrey & Y.L.Chen, Euonymus vaniotii H.Lév. & Loes. и Gentianodes vaniotii (H.Lév.) Á.Löve & D.Löve.